# Euglesa lilljeborgii
Euglesa lilljeborgii is een zeer kleine, in zoetwater levende tweekleppigensoort uit de familie van de Sphaeriidae. De wetenschappelijke naam van de soort werd in 1886 voor het eerst geldig gepubliceerd door Clessin.

## Beschrijving
Euglesa lilljeborgii heeft een matig gezwollen (tumide), trapeziumvormige schelp van 3-4,5 mm. De umbo's bevinden zich net achter het middelpunt en worden beschreven als vrij smal. Het oppervlak (periostracum) is licht glanzend en heeft grove, onregelmatige concentrische strepen. De kleur is grijs tot bruinwit. E. lilljeborgii heeft een minder gelijkzijdige vorm dan de gladde erwtenmossel (E. hibernicum).